# Far del Moll d'Aragó
El Far del Moll d'Aragó, també conegut com a Farola del Moll o Far de Tarragona, és un far en desús ubicat dins del recinte del Port de Tarragona. Està protegit com a Bé Cultural d'Interès Local.

## Descripció
Edifici quadrat de dos pisos. El de sota és pràcticament un sòcol, l'important és el primer pis, on hi ha la torre de la farola. És una torre de base quadrangular i en forma de piràmide escapçada. El lloc té una gran tradició de pesca de canya.
Far originàriament aïllat consta de dues plantes, del qual sobresurt una torre de secció octogonal rematada pel far i una monumental escalinata d'accés. L'alçat de cara a la ciutat té una amplia terrassa. Destaca el sistema constructiu de l'escala i les boles decoratives.
Les obertures i l'arrebossat ha estat molt transformat. L'ampliació del moll ha motivat la pèrdua de les seves funcions. Avui en dia es troba al dic d'Aragó.
Dissenyat per l'enginyer del port José Serrano Lloberes al 1920 i les obres es van concloure al 1923. Consta de far i habitatge. Fou aprovat per la Reial Orde del 28 d'octubre de 1920.
L'interès de l'edifici rau en tractar-se d'un edifici amb importància històrica i artística.

## Història
Es creu que abans del 1748 existia un punt de llum blanca pel qual es cobraven uns impostos reials. Al voltant de l'any 1829 consta una descripció d'un "far provisional" d'una altura de "79 peus" (24 metres) i que tot l'any emetia llum blanca.
Després de tenir moltes remodelacions va deixar de funcionar el 1990 i la seva funció fou assumida per un altre far. La proximitat d'altres fonts de llum, l'expansió del mateix port i el mal estat de la pròpia infraestructura del far van fer inservible en la seva funció.
Fou usat per desenvolupar algunes funcions del port i dels seus treballadors però va caure en l'abandonament i fou parcialment demolit.
Des de llavors ha tingut diverses remodelacions, 1997, 1999 i 2003, que l'han restaurat completament, inclosa una llanterna nova que il·lumina de manera ornamental.